# Kilkus
Kilkus war eine englische Nu-Metal-Band aus London, die 1998 gegründet wurde und sich ca. 2002 unter dem Namen Dury Falls auflöste.

## Geschichte
Die Band wurde im Mai 1998 von Teenagern in East London gegründet, wobei es sich bei „Kilkus“ um ein ausgedachtes Wort handelt. Die Besetzung bestand anfangs aus dem Sänger Paul Collins, den Gitarristen Chris Macarre und Chris Ransom, dem Bassisten David Holland, dem Schlagzeuger Christopher Lloyd Hayden und dem DJ Ed Trowse. Die Gruppe schrieb die ersten Songs und spielte Konzerte unter anderem in Essex und London. Dabei trat sie unter anderem zusammen mit One Minute Silence, Lostprophets und Stampin’ Ground auf. Anfang 2000 unterzeichnete die Gruppe einen Plattenvertrag bei Visible Noise. Vor der Vertragsunterzeichnung war es ein Markenzeichen der Band, dass alle Mitglieder, bis auf den Sänger Collins, Masken trugen. Im Studio Adelaide wurden daraufhin zwölf Lieder unter der Leitung von Grant Mathews für ein Debütalbum aufgenommen und abgemischt. Das selbstproduzierte Album erschien 2001 unter dem Namen The Pattern of Self Design. Nach der Veröffentlichung verließ der Sänger Paul Collins die Besetzung, woraufhin der Gitarrist Chris Macaree diesen Posten einnahm und man mit nur einem Gitarristen fortfuhr. Danach plante die Gruppe, ein zweites Album aufzunehmen. Nachdem Tom als neuer Bassist hinzugekommen war, folgten Anfang 2002 die ersten Aufnahmen in neuer Besetzung. Die Band kündigte zu dieser Zeit die Veröffentlichung eines neuen Demos an. Im April ging es auf eine Tournee durch England. Kurz nach Collins’ Ausstieg benannte sich die Band in Dury Falls um. Viele Mitglieder kümmern sich nun um ihre Familien oder sind in andere Projekte involviert, wie etwa Christopher Lloyd Hayden bei Florence + the Machine.

## Stil
Laut der Bandbiografie auf kilkus.net wurde die Band in ihrer Gründungsphase durch Bands wie Machine Head, Pearl Jam und Pantera beeinflusst. Laut Christian Graf in seinem New Metal und Crossover Lexikon wurde die Musik der Band nach den Veröffentlichungen der ersten Demos als „Post-Thrash-Emo“ bezeichnet. Für Greg Pratt vom Magazin Exclaim! spielte die Band auf The Pattern of Self Design gewöhnlichen Nu Metal.

## Diskografie
- 2001: The Pattern of Self Design (Album, Visible Noise)